# Гері Лімен
Гері Лімен (англ. Gary Leeman, нар. 19 лютого 1964, Торонто) — колишній канадський хокеїст, що грав на позиції крайнього нападника.
Володар Кубка Стенлі. Провів понад 700 матчів у Національній хокейній лізі. 

## Ігрова кар'єра
Хокейну кар'єру розпочав 1981 року в ЗХЛ.
1982 року був обраний на драфті НХЛ під 24-м загальним номером командою «Торонто Мейпл-Ліфс». 
Протягом професійної клубної ігрової кар'єри, що тривала 17 років, захищав кольори команд «Торонто Мейпл-Ліфс», «Калгарі Флеймс», «Монреаль Канадієнс», «Ванкувер Канакс», «Сент-Луїс Блюз», «Сент-Кетерінс Сейнтс», «Фредеріктон Канадієнс», «Вустер АйсКетс», «Валь-Гардена» та «Ганновер Скорпіонс».
Загалом провів 703 матчі в НХЛ, включаючи 36 ігор плей-оф Кубка Стенлі.

## Нагороди та досягнення
- Учасник матчу усіх зірок НХЛ — 1989.
- Володар Кубка Стенлі в складі «Монреаль Канадієнс» — 1993.

## Статистика
| Сезон        | Клуб                    | Ліга         | Регулярний сезон | Регулярний сезон | Регулярний сезон | Регулярний сезон | Регулярний сезон | Плей-оф | Плей-оф | Плей-оф | Плей-оф | Плей-оф |
| Сезон        | Клуб                    | Ліга         | І                | Г                | П                | О                | ШХ               | І       | Г       | П       | О       | ШХ      |
| ------------ | ----------------------- | ------------ | ---------------- | ---------------- | ---------------- | ---------------- | ---------------- | ------- | ------- | ------- | ------- | ------- |
| 1981–82      | «Реджайна Петс»         | ЗХЛ          | 72               | 19               | 41               | 60               | 112              | 3       | 2       | 2       | 4       | 0       |
| 1982–83      | «Реджайна Петс»         | ЗХЛ          | 63               | 24               | 62               | 86               | 88               | 5       | 1       | 5       | 6       | 4       |
| 1982–83      | «Торонто Мейпл-Ліфс»    | НХЛ          | —                | —                | —                | —                | —                | 2       | 0       | 0       | 0       | 0       |
| 1983–84      | «Торонто Мейпл-Ліфс»    | НХЛ          | 52               | 4                | 8                | 12               | 31               | —       | —       | —       | —       | —       |
| 1984–85      | «Сент-Кетерінс Сейнтс»  | АХЛ          | 7                | 2                | 2                | 4                | 11               | —       | —       | —       | —       | —       |
| 1984–85      | «Торонто Мейпл-Ліфс»    | НХЛ          | 53               | 5                | 26               | 31               | 72               | —       | —       | —       | —       | —       |
| 1985–86      | «Сент-Кетерінс Сейнтс»  | АХЛ          | 25               | 15               | 13               | 28               | 6                | —       | —       | —       | —       | —       |
| 1985–86      | «Торонто Мейпл-Ліфс»    | НХЛ          | 53               | 9                | 23               | 32               | 20               | 10      | 2       | 10      | 12      | 2       |
| 1986–87      | «Торонто Мейпл-Ліфс»    | НХЛ          | 80               | 21               | 31               | 52               | 66               | 5       | 0       | 1       | 1       | 14      |
| 1987–88      | «Торонто Мейпл-Ліфс»    | НХЛ          | 80               | 30               | 31               | 61               | 62               | 2       | 2       | 0       | 2       | 2       |
| 1988–89      | «Торонто Мейпл-Ліфс»    | НХЛ          | 61               | 32               | 43               | 75               | 66               | —       | —       | —       | —       | —       |
| 1989–90      | «Торонто Мейпл-Ліфс»    | НХЛ          | 80               | 51               | 44               | 95               | 63               | 5       | 3       | 3       | 6       | 16      |
| 1990–91      | «Торонто Мейпл-Ліфс»    | НХЛ          | 52               | 17               | 12               | 29               | 39               | —       | —       | —       | —       | —       |
| 1991–92      | «Торонто Мейпл-Ліфс»    | НХЛ          | 34               | 7                | 13               | 20               | 44               | —       | —       | —       | —       | —       |
| 1991–92      | «Калгарі Флеймс»        | НХЛ          | 29               | 2                | 7                | 9                | 27               | —       | —       | —       | —       | —       |
| 1992–93      | «Калгарі Флеймс»        | НХЛ          | 30               | 9                | 5                | 14               | 10               | —       | —       | —       | —       | —       |
| 1992–93      | «Монреаль Канадієнс»    | НХЛ          | 20               | 6                | 12               | 18               | 14               | 11      | 1       | 2       | 3       | 2       |
| 1993–94      | «Фредеріктон Канадієнс» | АХЛ          | 23               | 18               | 8                | 26               | 16               | —       | —       | —       | —       | —       |
| 1993–94      | «Монреаль Канадієнс»    | НХЛ          | 31               | 4                | 11               | 15               | 17               | 1       | 0       | 0       | 0       | 0       |
| 1994–95      | «Ванкувер Канакс»       | НХЛ          | 10               | 2                | 0                | 2                | 0                | —       | —       | —       | —       | —       |
| 1995–96      | «Валь-Гардена»          | Серія A      | —                | —                | —                | —                | —                | —       | —       | —       | —       | —       |
| 1996–97      | «Юта Гріззліс»          | ІХЛ          | 15               | 6                | 1                | 7                | 20               | 4       | 0       | 3       | 3       | 4       |
| 1996–97      | «Вустер АйсКетс»        | АХЛ          | 24               | 9                | 7                | 16               | 21               | —       | —       | —       | —       | —       |
| 1996–97      | «Сент-Луїс Блюз»        | НХЛ          | 2                | 0                | 1                | 1                | 0                | —       | —       | —       | —       | —       |
| 1997–98      | «Ганновер Скорпіонс»    | ДХЛ          | 44               | 13               | 38               | 51               | 16               | —       | —       | —       | —       | —       |
| 1998–99      | «Ганновер Скорпіонс»    | ДХЛ          | 10               | 2                | 3                | 5                | 31               | —       | —       | —       | —       | —       |
| Усього в НХЛ | Усього в НХЛ            | Усього в НХЛ | 667              | 199              | 267              | 466              | 531              | 36      | 8       | 16      | 24      | 36      |